# Уна
Уна је река у западном делу Босне и Херцеговине; у доњем делу свог тока протиче кроз Републику Српску, и она је гранична река са Хрватском. Уна је десна притока Саве. Њен басен заузима површину од 10.400 km², а у њему живи око милион људи.

## Поријекло назива
Име ријеке Уне настало је од латинске ријечи уна (лат. una), која значи „једна” или „једина”.

## Извор и ушће
Укупна дужина тока Уне износи око 212,5 km, а извире у Лици (Хрватска) у близини насеља Доња Суваја код Срба, испод планине Стражбенице. Улива се у ријеку Саву на територији Републике Српске поред Јасеновца у коју годишње донесе готово осам милијарди кубних метара воде.

## Насеља
Плодна земља и приступачан терен су главни разлози што се у порјечју Уне (9.368 km²) настанило преко 700.000 становника. Извор ријеке се налази на око 450 m надморске висине и подсјећа на језерце окружено кречњачким стијенама. Извор има статус заштићеног географско - геолошког споменика природе. Од мањих притока треба издвојити Студени поток, Сребреницу, Средицу и Лалиновац. Уна протиче кроз сљедеће градове и насеља: Мартин Брод, Кулен Вакуф, Рипач, Бихаћ, Крупу на Уни, Босанску Отоку, Нови Град, Костајницу, Козарску Дубицу.

## Притоке
Од већих десних притока треба издвојити Сребреницу, Унац, Крушницу, Мљечаницу, Моштаницу, Сану а од лијевих Клокот и Жировац. У Уну се, од њеног извора до Бихаћа, улијева и велик број подземних вода и мањих крашких врела. Слив Уне налази се између сливова Купе и Саве на сјеверу, Крке и Зрмање на југу, Коране на сјеверозападу, Врбаса на истоку те Саве на сјевероистоку. Клима унског слива је умјерена континентално-планинска са просјечном годишњом температуром од око 9,5 °C. У вријеме сушних љетних мјесеци водостај Уне је карактеристично низак, а од новембра до краја прољећа водостај је висок а ријека неријетко зна и да поплави.

## Ток
У почетном току Уна има све особине планинске ријеке и све до Мартин Брода квалитет њене воде је прве категорије. Све до Бихаћа Уна тече динарским смјером тј. од југоистока према сјеверозападу, а затим ријека скреће у правцу сјевероистока и даље тече дубоко усјеченом, широком и пространом долином гдје је квалитет воде друге категорије.
Најновијим истраживањима и роњењем у извор достигнута је дубина од 205 m, али дно није пронађено. Истраживање ће се наставити.

## Водопади и знаменитости
Први велики унски водопад налази се код Мартин Брода, насеља смјештеног на дну кањона у којем Уни притиче ријека Унац. Управо на овом дијелу Уна је најатрактивнија јер је седра створила мноштво канала, брзака и острваца те неколико већих водопада од којих висина највећег износи приближно 55 m. 
Код Мартин Брода се одржава и традиционална Унска регата (међународна туристичка кајак регата) која је била прекинута почетком деведесетих али је обновљена прије неколико година. Мартин Брод је познат широм Европе по рафтингу, спорту којем погодује немиран ток ријеке, тако да сваке године на Уну долазе спортисти из многих европских земаља. Уз Уну се, у непосредној близини Мартин Брода, налазе и неколико споменика културе као што су манастир Рмањ те Миланчева кула, грађевина из римског доба.
Други велики водопад је Штрбачки бук који се налази у Републици БиХ код села Доњи Штрбци, у непосредној близини Хрватске границе. Штрбачки бук се састоји од неколико водопада који су веома близу један другом а највећи је висок око 25 m.

## Фауна и флора
У ријеци Уни, према подацима риболовних друштава живи 28 различитих врста риба које знају достићи и преко 30 килограма тежине. Поред ријеке расте и готово двије стотине различитих врста љековитих биљака а ријетка биљка „унска звончица“ добила је има управо по ријеци Уни.